# Cheriton (Hampshire)
Cheriton is een civil parish in het bestuurlijke gebied Winchester, in het Engelse graafschap Hampshire met 746 inwoners.